# سكيلاتشي
اسجلاسة أو اسكِلاشي أو (نقحرة: سكيلاتشي) (بالإيطالية: Squillace)‏ هي بلدية في مقاطعة قطنصار في إقليم قلورية الإيطالي.

## السكان
في سنة 1861 بلغ عدد السكان 2٬702 نسمة، وتطور العدد ليصل في سنة 2011 لـ 3٬400 نسمة.
يظهر هذا المخطط البياني تطور النمو السكاني لـ اسجلاسة

## أعلام
- غولييلمو بيبي
- جيوفري بورجيا